# Монтальбано-Елікона
Монтальбано-Елікона (італ. Montalbano Elicona, сиц. Muntarbanu) — муніципалітет в Італії, у регіоні Сицилія,  метрополійне місто Мессіна.
Монтальбано-Елікона розташоване на відстані близько 490 км на південний схід від Рима, 150 км на схід від Палермо, 55 км на захід від Мессіни.
Населення — 2308 осіб (2014).
Щорічний фестиваль відбувається 24 серпня. Покровитель — Maria Santissima della Provvidenza.

## Демографія
Населення за роками:

Станом на 1 січня 2023 року в муніципалітеті офіційно проживали 133 іноземці з 20 країн, серед них 66 громадян країн Євросоюзу та 3 громадяни України.

## Сусідні муніципалітети
- Базіко
- Фальконе
- Флореста
- Франкавілла-ді-Сицилія
- Лібрицці
- Мальванья
- Олівері
- Патті
- Раккуя
- Роччелла-Вальдемоне
- Сан-П'єро-Патті
- Санта-Доменіка-Вітторія
- Трипі